# Eleanor Patterson
Eleanor Patterson, född 22 maj 1996, är en australisk friidrottare som tävlar i höjdhopp.

## Karriär
Vid världsmästerskapen i friidrott 2022 tog hon guld i höjdhopp. Vid världsmästerskapen i friidrott 2023 tog hon silver i samma disciplin. Vid OS 2024 tog hon brons i höjdhopp.